# Io (영화)
《IO: 라스트 온 어스》는 미국에서 제작된 조너선 헬퍼트 감독의 2019년 종말물 SF 영화이다. 마거릿 퀄리 등이 출연하였고, 제이슨 마이클 버먼 등이 제작에 참여하였다.
이 영화는 넷플릭스를 통해 2019년 1월 18일 공개되었다.

## 출연
- 마거릿 퀄리
- 앤서니 매키
- 대니 휴스턴
- 톰 페인